# Yeferson Soteldo
Yeferson Julio Soteldo Martínez (sinh ngày 30 tháng 6 năm 1997) là cầu thủ bóng đá người Venezuela chơi ở vị trí tiền vệ tấn công hoặc tiền đạo cánh cho câu lạc bộ ở Brazil là Santos và đội tuyển quốc gia Venezuela. Tuy chiều cao khiêm tốn nhưng anh vẫn làm khuynh đảo người hâm mộ bằng những pha đi bóng tuyệt diệu tại VCK World Cup U20 2017 diễn ra tại Hàn Quốc.

## Thống kê sự nghiệp
Tính đến ngày 27 tháng 8 năm 2021
| Câu lạc bộ           | Mùa giải            | Giải đấu | Giải đấu | Cúp quốc gia | Cúp quốc gia | Châu lục | Châu lục | Khác | Khác | Tổng cộng | Tổng cộng |
| Câu lạc bộ           | Mùa giải            | Trận     | Bàn      | Trận         | Bàn          | Trận     | Bàn      | Trận | Bàn  | Trận      | Bàn       |
| -------------------- | ------------------- | -------- | -------- | ------------ | ------------ | -------- | -------- | ---- | ---- | --------- | --------- |
| Zamora               | 2013–14             | 3        | 0        | 0            | 0            | 0        | 0        | —    | —    | 3         | 0         |
| Zamora               | 2014–15             | 27       | 3        | 0            | 0            | 5        | 0        | —    | —    | 32        | 3         |
| Zamora               | 2015                | 21       | 12       | 3            | 0            | 2        | 1        | —    | —    | 26        | 13        |
| Zamora               | 2016                | 33       | 6        | 1            | 1            | 4        | 1        | —    | —    | 38        | 8         |
| Zamora               | Tổng cộng           | 84       | 21       | 4            | 1            | 11       | 2        | —    | —    | 99        | 24        |
| Huachipato           | 2016–17             | 8        | 0        | 0            | 0            | —        | —        | —    | —    | 8         | 0         |
| Huachipato           | 2017                | 14       | 2        | 7            | 4            | —        | —        | —    | —    | 21        | 6         |
| Huachipato           | Tổng cộng           | 22       | 2        | 7            | 4            | —        | —        | —    | —    | 29        | 6         |
| Universidad de Chile | 2018                | 26       | 5        | 6            | 2            | 5        | 0        | —    | —    | 37        | 7         |
| Santos               | 2019                | 32       | 9        | 8            | 1            | 2        | 1        | —    | —    | 51        | 12        |
| Santos               | 2020                | 24       | 4        | 2            | 0            | 11       | 2        | 9    | 1    | 46        | 7         |
| Santos               | 2021                | 0        | 0        | 0            | 0            | 5        | 1        | 3    | 0    | 8         | 1         |
| Santos               | Tổng cộng           | 56       | 13       | 10           | 1            | 18       | 4        | 21   | 2    | 105       | 20        |
| Toronto FC           | 2021                | 16       | 2        | 0            | 0            | 0        | 0        | 0    | 0    | 16        | 2         |
| Toronto FC           | Tổng cộng           | 16       | 2        | 0            | 0            | 0        | 0        | 0    | 0    | 16        | 2         |
| Tổng cộng sự nghiệp  | Tổng cộng sự nghiệp | 204      | 43       | 27           | 8            | 34       | 6        | 0    | 0    | 286       | 59        |

### Bàn thắng quốc tế
Bàn thắng và kết quả của Venezuela được để trước.
| #  | Ngày                 | Địa điểm                                            | Đối thủ   | Bàn thắng | Kết quả | Giải đấu                      |
| -- | -------------------- | --------------------------------------------------- | --------- | --------- | ------- | ----------------------------- |
| 1. | 19 tháng 11 năm 2019 | Sân vận động Panasonic Suita, Suita, Nhật Bản       | Nhật Bản  | 4–0       | 4–1     | Cúp Kirin 2019                |
| 2. | 2 tháng 9 năm 2021   | Sân vận động Olímpico de la UCV, Caracas, Venezuela | Argentina | 1–3       | 1–3     | Vòng loại FIFA World Cup 2022 |
| 3. | 15 tháng 6 năm 2023  | Audi Field, Washington, D.C., Hoa Kỳ                | Honduras  | 1–0       | 1–0     | Giao hữu                      |
| 4. | 17 tháng 10 năm 2023 | Sân vận động Monumental, Maturín, Venezuela         | Chile     | 1–0       | 3–0     | Vòng loại FIFA World Cup 2026 |